# Glitrende violetøre
Glitrende violetøre (latin: Colibri coruscans) er en kolibriart, der lever i Andesbjergene til det nordvestlige Argentina.